# Psychotria cardiomorpha
Psychotria cardiomorpha là một loài thực vật có hoa trong họ Thiến thảo. Loài này được C.M.Taylor & A.Pool miêu tả khoa học đầu tiên năm 1994.